# Şanlıurfaspor
Maillots
Şanlıurfaspor est un club turc de football, basé à Şanlıurfa.

## Historique
- 1969 : fondation du club.

## Palmarès
- Championnat de Turquie de quatrième division (3. Lig)
  - Champion : 1977, 1989 et 1995